# Varvara Rúdneva
Varvara Kashevarova Rudneva (1844-1899) fue una médica rusa. Fue la segunda mujer en Rusia en ser médica y obtener una licenciatura en medicina (1876), después de Nadezhda Suslova. Su examen fue por lo tanto único en Rusia en el momento y recibió mucha atención. A pesar de la prohibición contra las mujeres de estudiar en la Universidad, se le dio una dispensa especial para estudiar por su voluntad de tratar a las mujeres que se negaron a ser tratados por médicos varones por razones religiosas.
Un cráter en Venus lleva el nombre de Rudneva.